# Cotubanamá-Nationalpark

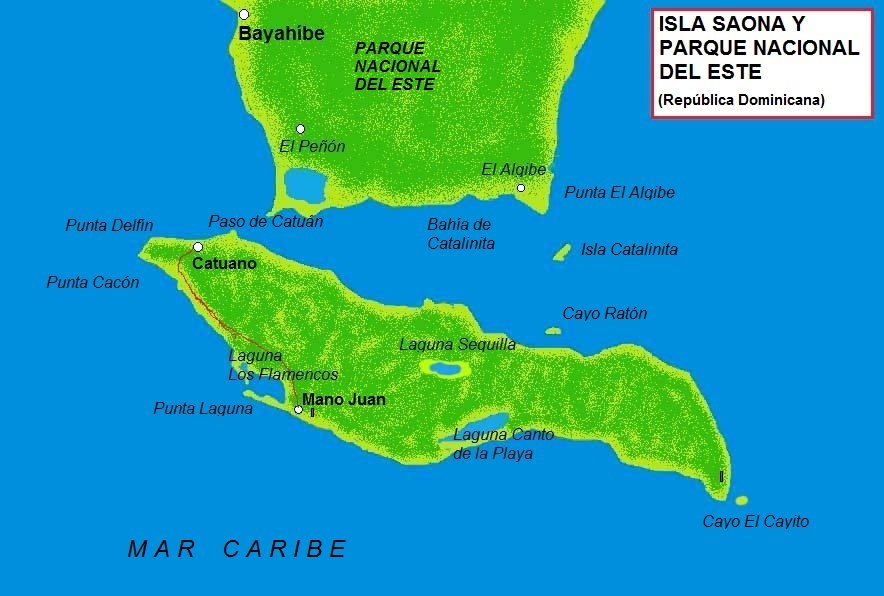
Cotubanamá-Nationalpark

Der Cotubanamá-Nationalpark, vormals Parque Nacional Del Este (Nationalpark des Ostens), liegt im Osten der Dominikanischen Republik. Der am 16. September 1975 gegründete Park besteht aus 31.244 Hektar Freifläche auf der südöstlichen Halbinsel Hispaniola und 10.650 Hektar auf der Insel Saona, einem beliebten Touristenziel, insgesamt sind 41.894 Hektar Schutzgebiet. 2014 beschloss das Dominikanische Parlament den Parque Nacional del Este zu Ehren des indigenen Kazike Cotubanamá aus der Ethnie der Taíno in Cotubanamá National Park umzubenennen.
Das Schutzgebiet umfasst auch eine 12.000 Hektar große Pufferzone rund um die Parkgrenzen. Im Naturpark wurden 112 verschiedene Tierarten gezählt, darunter Delfine, Seekühe, Pelikane, Papageien, Meeresschildkröten, Nashornleguane und Baumratten.